# Липчанский
Липча́нский — хутор в Кировском районе (городском округе) Ставропольского края Российской Федерации.
До 1 мая 2017 года входил в состав сельского поселения Советский сельсовет.

## География
Расстояние до краевого центра: 191 км. Расстояние до районного центра: 22 км.

## Население
| 1989 | 2002 | 2010 | 2014 |
| ---- | ---- | ---- | ---- |
| 229  | ↗299 | ↘274 | ↗400 |

По данным переписи 2002 года, 83 % населения — русские.